# Nome (Dakota du Nord)
Pour les articles homonymes, voir Nome.
La ville américaine de Nome est située dans le comté de Barnes, dans l’État du Dakota du Nord. Sa population s’élevait à 62 habitants lors du recensement de 2010, estimée à 60 habitants en 2016.

## Histoire
Nome a été fondée en 1901.

## Démographie
| Groupe            | Nome | Dakota du Nord | États-Unis |
| ----------------- | ---- | -------------- | ---------- |
| Blancs            | 100  | 90,0           | 72,4       |
| Autres            | 0    | 10,0           | 27,6       |
| Total             | 100  | 100            | 100        |
|                   |      |                |            |
| Latino-Américains | 0    | 2,0            | 16,7       |

Selon l’American Community Survey, pour la période 2011-2015, 54 personnes âgées de plus de 5 ans déclarent parler l’anglais à la maison alors qu’une personne déclare parler l’espagnol.
| 1910 | 1920 | 1930 | 1940 | 1950 | 1960 |
| ---- | ---- | ---- | ---- | ---- | ---- |
| 218  | 267  | 218  | 277  | 217  | 145  |

| 1970 | 1980 | 1990 | 2000 | 2010 | - |
| ---- | ---- | ---- | ---- | ---- | - |
| 103  | 67   | 82   | 70   | 62   | - |

## Source
- (en) Cet article est partiellement ou en totalité issu de l’article de Wikipédia en anglais intitulé « Nome, North Dakota » (voir la liste des auteurs).